# ガチャッポイド
ガチャッポイドはインターネット社より発売されている音楽制作用のボーカル音源である。パソコン上でメロディと歌詞を入力することでテレビ番組ポンキッキシリーズのキャラクター「ガチャピン」の声による歌声を合成することができる。

## 製品
ヤマハの開発した歌声合成技術VOCALOIDに対応したボーカル音源で、VOCALOID2エンジン対応の製品が2010年10月8日に、VOCALOID3エンジン対応のバージョンアップ版が2014年9月17日に発売されている。VOCALOIDでは人間の歌声を収録、加工し制作されたライブラリの音声を使い歌声を合成するが、本製品に収録されているライブラリではガチャピンの声を収録して制作したという形をとっている。なお、発売元はインターネット社であるが、歌声を収録したライブラリは企画サイドが用意したもので、同社は販売のみの担当となっている。推奨するテンポは90BPM〜150BPM、推奨する音域は F2〜A3。音楽用の音源としては汎用性には難があるものの、ガチャピンらしい個性的な歌声が表現できるとされる。

### リュウト
「リュウト」は、ガチャッポイドのイメージキャラクターである。ガチャピンをモチーフとしたたれ目や前歯を持ち、コスチュームにはヤマハのXGフォーマットのロゴがあしらわれている。ガチャピンとは別にキャラクターを設定することについては、インターネット社が提案していたのだと言う。これは、動画投稿サイトニコニコ動画などでVOCALOID製品で作られた歌声や製品のキャラクターを利用した作品の発表が盛んに行われているという状況から、キャラクターを用意しなければユーザーの創作物でガチャピンそのものが使用されてしまう恐れがあると考えられたためである。リュウトについては、インターネット社の「キャラクター使用に関するガイドライン」に基づき、非商用であれば、個人や同人サークルなどによる二次創作物の公開が許諾されている。
なお、リュウトというキャラクター名は当初発表されておらず、発売翌年の2011年3月に追加イラストの公開とともに発表された。

## 関連商品・サービス

### ガチャッポイドトーク
パソコン向けのボーカル用の音源のほか、VOCALOIDのしゃべり声の作成に対応したバージョンであるVOCALOID-flexを使って、ガチャピン声質でしゃべりを作成できるサービス「ガチャッポイドトーク」が2010年10月18日より提供されている。「ガチャッポイドトーク」はガチャッポイド購入者の特典として6ヶ月間無料で利用できる。

### 音楽CD
ガチャッポイドが曲に使用されていることが明記されたCD。
| タイトル                        | アーティスト | レーベル         | 発売日        |
| ------------------------------- | ------------ | ---------------- | ------------- |
| THE VOCALOID produced by Yamaha | オムニバス   | VOCALOID RECORDS | 2011年9月14日 |